# 1738
Перша наукова революція •  Глухівський період в історії Гетьманщини •  Російська імперія

## Геополітична ситуація
Османську імперію очолює Махмуд I (до 1754). Під владою османського султана перебувають Близький Схід та Єгипет, Середземноморське узбережжя Північної Африки, частина Закавказзя, значні території в Європі: Греція, Болгарія і Сербія. Васалами османів є Волощина та Молдова.
Священна Римська імперія охоплює, крім німецьких земель, Угорщину з Хорватією, Трансильванію, Богемію, Північну Італію, Австрійські Нідерланди. Її імператор — Карл VI Габсбург (до 1740). Король Пруссії — Фрідріх-Вільгельм I (до 1740).
На передові позиції в Європі вийшла Франція, якою править Людовик XV (до 1774). Франція має колонії в Північній Америці та Індії.
Король Іспанії — Філіп V з династії Бурбонів (до 1746). Королівству Іспанія належать південь Італії, Нова Іспанія, Нова Гранада та Віцекоролівство Перу в Америці, Філіппіни. Королем Португалії є Жуан V (до 1750). Португалія має володіння в Бразилії, Африці, Індії, Індійському океані та Індонезії.
Північ Нідерландів займає Республіка Об'єднаних провінцій. Вона має колонії в Північній Америці, Індонезії, на Формозі та на Цейлоні. Великою Британією править Георг II (до 1760). Британія має колонії в Північній Америці, на Карибах та в Індії. Король Данії та Норвегії — Крістіан VI (до 1746), на шведському троні сидить Фредерік I (до 1751). На Апеннінському півострові незалежні Венеціанська республіка та Папська область. у Речі Посполитій королює Август III Фрідріх (до 1763). На троні Російської імперії сидить Анна Іванівна (до 1740).
Україну розділено по Дніпру між Річчю Посполитою та Російською імперією. Управління Лівобережною Україною здійснює Правління гетьманського уряду. Нова Січ є пристановищем козаків. Існує Кримське ханство, якому підвладні Ногайська орда та Ханська Україна.
В Ірані при владі династія Афшаридів.
Значними державами Індостану є Імперія Великих Моголів, Імперія Маратха. В Китаї править Династія Цін. В Японії триває період Едо.

## Події

### В Україні
- Іван Білицький обіймав посаду кошового отамана Війська Запорозького.
- Третій кримський похід російського війська, до складу якого входили запорожці, зазнав невдачі.

### У світі
- Палата громад Британського парламенту проголосувала за оголошення війни Іспанії. Це протистояння отримало назву війни за вухо Дженкінса.
- Ефіопський негус Йясу II зазнав поразки в битві на річці Діндер від султанату Сеннар.
- Зникло Гільзейське князівство.
- У Європі спалахнула епідемія бубонної чуми.
- Папа Римський Климент XII опублікував буллу In eminenti apostolatus, якою заборонив католикам вступати до масонських лож.
- У ході Російсько-турецької війни спроба російських військ перебратися через Дністер зазнала невдачі. Врешті росіянам довелося відступити перед чумою.
- Віденська мирна угода завершила війну за польську спадщину. Станіслав Лещинський отримав Лотарингію як компенсацію за відмову від польського трону.

### Наука та культура
- Данієль Бернуллі опублікував книгу «Гідродинаміка», де зокрема сформулював рівняння Бернуллі.
- П'єр Луї Мопертюї опублікував трактат «Про фігуру Землі», в якому підтвердив теорію форми Землі Ньютона.
- Жак де Вокансон продемонстрував один із перших автоматів.
- Засновано Іспанську королівську академію історії.
- Карл Філіпп Емануель Бах поступив на службу до коронного принца Фрідріха (майбутнього Фрідріха Великого).

## Народились
Див. також: Категорія:Народились 1738
- 28 травня — Ґійотен Жозеф, французький лікар, винахідник гільйотини.
- 4 червня — Георг III, король Великої Британії та Ірландії (1760—1820), король Ганновера (1815—1820)

## Померли
Див. також: Категорія:Померли 1739